# Aótis
Aótis je málo známá řecká bohyně úsvitu, jež byla uctívána ve Spartě. Je zmiňována v první z partheneií „panenských písních“ Alkmána, spartského básníka působícího na konci 7. století př. n. l. Sbor v této písni uvádí že jeho cílem je potěšit bohyni Aótis, a že nese φᾶρος (faros „pluh“ či „kus látky, róbu, prostěradlo“) buď pro Orthrii (Ὀρθίαι, dativ singuláru) nebo tentýž předmět nesou za rozbřesku (ὀρθρίαι, nominativ plurálu). První možnost je podpořena scholiem k básni, podle kterého je faros neseno Artemidě Ortheii, významné spartské bohyni. V případě druhé možnosti by byla myšlena Orthria „úsvit, rozbřesk, což je titul bohyně Éós, jež pravděpodobně totožná právě s Aótis. M. L. West se domnívá že jméno Aótis je prodlouženou formou jména Éos a že píseň se vztahuje k nějaké výroční slavnosti, snad související s koncem zimy. Podle názoru C. M. Bowry je Aótis Helenou, podle A. F. Garvieho jednou z Leukippid, snad Foibé, a sbor zastupuje jejich kněžky.